# 가노 렌
가노 렌(일본어: 加納 錬, 1994년 10월 31일~)는 일본의 축구 선수이다.

## 구단 경력
그는 2017년 일본 풋볼 리그의 도치기 우바 SC에 입단했다. 2018년 J3리그의 SC 사가미하라로 이적, 2년동안 팀에서 뛰었다. 2020년 아르테리보 와카야마로 이적했다.